# Buttler Sándor
Báró Buttler Sándor Frigyes (Balassagyarmat, 1865. március 25. – Nyíregyháza, 1942. március 12.), huszárőrnagy, a nyírpazonyi Hangya Szövetkezet elnöke, a Szabolcs vármegyei cserkészet örökös díszelnöke, földbirtokos.

## Élete
Az evangélikus főnemesi báró Buttler családnak sarja. Édesapja báró Buttler Frigyes (1828–1910), törvényszéki irodaigazgató, földbirtokos, édesanyja Hrobonyi Sarolta (1837–1912) volt. Az anyai nagyszülei Hrobonyi János (1806–1875), királyi törvényszéki bíró, és Hrobonyi Lidvina (1815–1867) Buttler Sándornak az elsőfokú unokatestvére báró Buttler Ervin (1857–1927), földbirtokos, akinek nejétől Madách Saroltától született fia, dr. báró Buttler Elemér (1889–1970), főhadnagy, országgyűlési képviselő, földbirtokos. Buttler Sándor bárónak az egyetlen testvére báró Buttler Matild (1870–1960), akinek a férje sztregovai és kiskelecsényi Madách Pál (1858–1907), földbirtokos.
Középiskoláit Pozsonyban végezte, majd a mödlingi katonai akadémia elvégzése után, mint hadnagy a 12. huszároknál kezdte meg pályafutását, később a 14. huszárezredben szolgált 19 évet. 1907-ben, mint százados vonult nyugalomba, majd a palánkai méntelep felügyelője lett. 1914-ben érdemei elismeréséül őrnaggyá léptették elő. 1917-ben vált meg végleg a katonai pályától, ekkor telepedett le családjával a közigazgatásilag Nyíregyházához tartozó Sóstóhegyen; 52 éves, amikor feleségével és két nagylányával beköltözött a sóstóhegyi kastélyba.
Új élethivatást talált a cserkészetben, és a sorstól még egy negyedszázadot kapott, hogy a liliomos zászló alatt tevékenykedjék. A cserkészet bearanyozta öregkorát. 1917-ben, amikor Nyíregyházára költözött, még csak egy csapata volt a megyének, a nyíregyházi 88. sz. Szabolcs Cserkészcsapat, amelynek tagjai az Evangélikus Főgimnázium diákjaiból verbuválódtak. 1926 februárjában, amikor megalakult a Magyar Cserkészszövetség Szabolcs vármegyei Intéző Bizottsága, amelynek elnökévé egyhangúlag báró Buttler Sándort választották, már tíz csapat működött a megyében. Sok-sok szabolcsi cserkésztől vette ki a fogadalmat, akik körében nagyon népszerű volt. 1928-ban, a vármegyei cserkészek közös nyári táborában, Olcsvaapátiban, három hétre ő is sátorlakó lett.

## Házassága és leszármazottjai
Feleségül vette a római katolikus nemesi származású Nyírtasson, 1895. május 8-án szolnoki és jármi Jármy Eufémia (*Nyírtass, 1871. augusztus 30.–†Nyíregyháza, 1946. március 15.) kisasszonyt, akinek a szülei szolnoki és jármi Jármy Ödön (1837–1915), földbirtokos és báró muraniczi Horváth Anna (1844–1910) voltak. Az apai nagyszülei szolnoki és jármi Jármy László, földbirtokos és bozóki Bozódy Eulália (1814–1889) voltak. Az anyai nagyszülei  báró muraniczi Horváth János (1791–1853), földbirtokos és O'Brien Eufémia (1804–1879) voltak. Báró Buttler Sándor és Jármy Eufémia frigyéből született:
- báró Buttler Matild (*Neusutschka, Bukovina, 1898. július 17.–†Budapest, 1979. augusztus 5.).[11] Férje: csíktaplóczai Lázár Ferenc (*Zsebely, 1887. szeptember 9.–†Budapest, 1972. január 22.), Szabolcs vármegye főjegyzője, tartalékos huszárszázados.[12]
- báró Buttler Eufémia (*Nyíregyháza, 1906. szeptember 12.–†Budapest, 1997. július 12.)